# Parque estadual de Humboldt Redwoods
O parque estadual de Humboldt Redwoods é um parque estadual localizado no condado de Humboldt, Califórnia, que contém a floresta de Rockefeller, a maior floresta primária e contígua do mundo de sequoias-costeiras. Está localizado perto de Weott, a 48 km (29,8 mi) ao sul de Eureka no sul do condado de Humboldt, no norte da Califórnia. O parque foi criado pela Save the Redwoods League em 1921, em grande parte a partir de terras compradas da Pacific Lumber Company. O parque começou com a dedicação do Raynal Bolling Memorial Grove, mas cresceu através de aquisições e presentes para o estado e tornou-se o terceiro maior parque do sistema de parque estadual da Califórnia, agora contendo 20 902 ha (209 km²).
Faz parte da ecorregião de florestas costeiras do norte da Califórnia e possui 9 600 ha (96,0 km²) de florestas primárias, das quais 6 900 ha (69,0 km²) são florestas de sequoias primárias, compreendendo toda a bacia hidrográfica do Bull Creek e a floresta de Rockefeller.
Nas proximidades da U.S. Route 101, que geralmente segue o rio Eel e a sua bifurcação sul nesta parte da Costa Norte, oferece fácil acesso ao parque e cidades próximas com conexões com a estrada panorâmica da Avenue of the Giants, também localizada dentro ou perto dos limites do parque.

## História

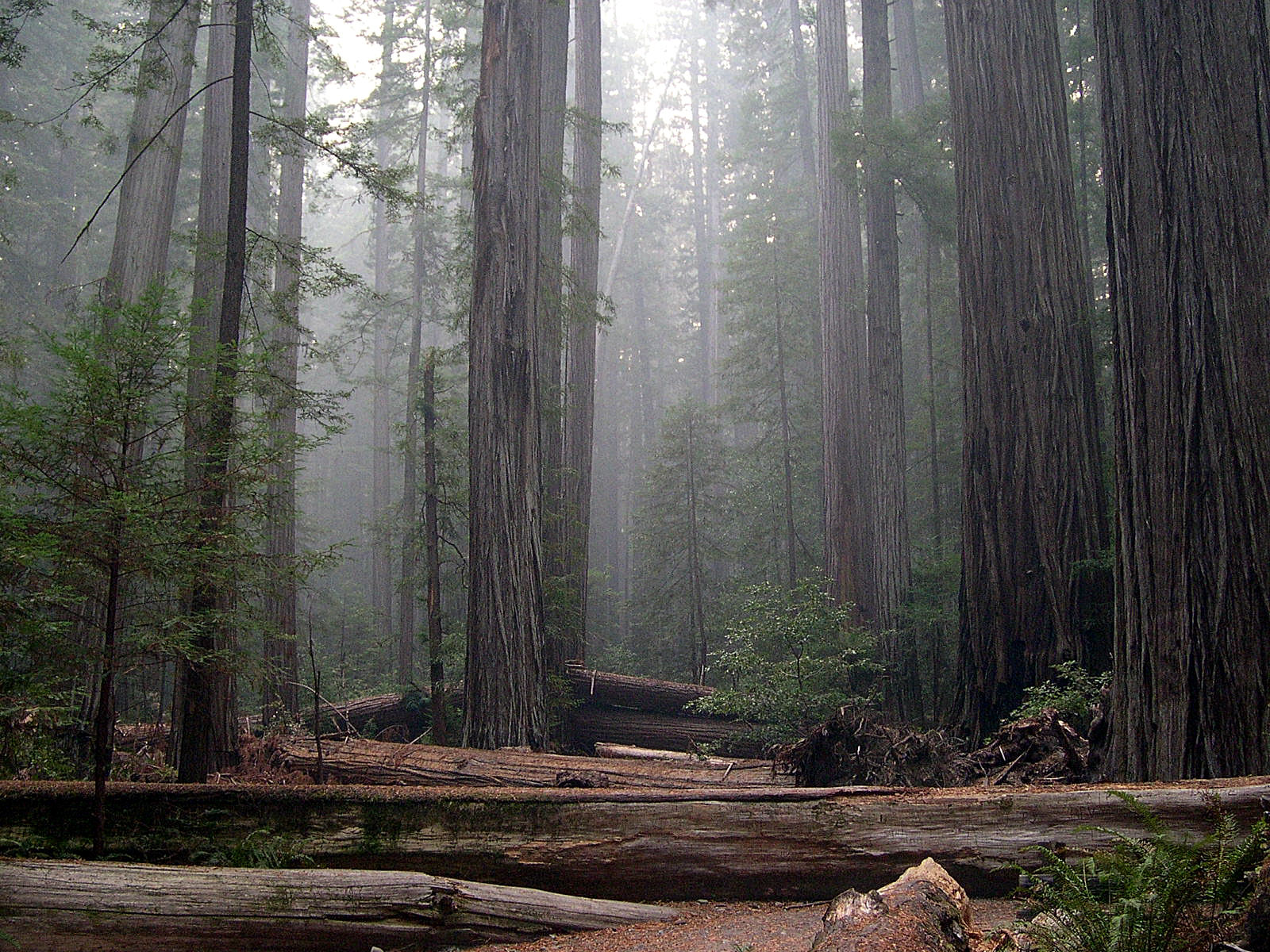
A floresta de Rockefeller contém a maior área contígua do mundo de florestas de sequoias primárias

Os primeiros habitantes da área eram os Sinkyone. Na década de 1850, os colonos brancos começaram a derrubar as sequoias, buscando limpar as terras para a construção de casas e pastagens. Cerca de 20 anos depois, a indústria madeireira mudou-se para a região, e ferrovias e rodovias foram roteadas pela área para facilitar a acessibilidade às árvores. Em 1918, depois de perceber o quanto das florestas primárias mais próximas de São Francisco foram desflorestadas, os membros do Boone and Crockett Club formaram a Save the Redwoods League e começaram a trabalhar para preservar as florestas de sequoia na região, incluindo a área que se tornou o parque estadual Humboldt Redwoods. O Garden Club of America, através do seu Comité de Redwood Grove, acumulou metade dos fundos necessários para comprar o Canoe Creek Grove de 2 552 acre (10,3 km²) que se tornou parte do parque estadual Humboldt Redwoods.